# 팔괘도
팔괘도 (八卦道 "팔괘의 길") 또는 팔괘교 (八卦教) 또는 수원교 (收元教) 또는 청수교 (清水教)는 중국 민간신앙 종파들의 연합체로, 중화인민공화국 북부에서 가장 널리 퍼져 있다. 이 전통은 17세기 후반 명나라로 거슬러 올라가며, 다음 청나라 시대에 크게 박해받았고, 린칭이 이끄는 관련 종파들이 1813년 반란을 일으켰다. 관련 종파들은 다양한 이름으로 나타났지만, 18세기 후반에 팔괘교를 공통 명칭으로 채택했다.
팔괘도의 창시자 또는 초기 영향력 있는 지도자는 류쭤천(†~1700)이었고, 산둥성의 류 씨 가문은 수십 년 동안 종파의 지도권을 유지했다. 팔괘도 네트워크는 "문무 공법이 하나가 됨"(文武功法合一 wénwǔ gōng fǎ hé yī)을 개발한 최초의 민간 종교이며, 현대 매화(梅花) 수련에서도 계속되고 있다.

## 역사
종파의 초기 역사에 대해서는 거의 알려져 있지 않다. 1719년, 산시성 (산서성)의 현령이었던 류루한은 그의 아버지 류쭤천이 수원도(收元道 "근본에 이르는 길")의 일원이었다는 이유로 해고되었는데, 수원도는 아마도 팔괘도의 초기 이름이었을 것이며, 백련교 이단의 일부로 제국 당국에 의해 박해받았다. 류쭤천은 원래 이름인 리팅위를 바꾼 후 팔괘도의 창시자였을 가능성이 높다.:5 처음에 그는 세 명의 제자만을 두었는데, 청풍현의 친 씨 성을 가진 남자(알려진 바 없음), 허난성 상추시의 가오윈룽(이과(離卦) 분파 설립), 산둥성 허쩌시의 왕칭룽(진과(震卦) 분파 설립)이었다.:5 류 씨 가문은 4대 동안 팔괘도 내에서 최고 지도자의 역할을 맡았다.
역사학자들은 류쭤천이 1701년경 사망했고, 그의 아들 류루한이 팔괘도의 새로운 최고 지도자가 되었다고 추정한다. 1730년대에 종파는 특유의 구조를 발전시켰는데, 팔괘에 해당하는 지부들이 류 사부에게 종속된 지도자, 각 괘의 지도자를 위한 두 명의 조수, 그리고 신도 집단으로 구성되었다.:5 건륭제 원년(1736년)에 류루한이 사망하고 그의 아들 류커가 팔괘도의 새로운 지도자가 되었는데, 그의 지도 아래 팔괘도는 광범위하게 성장했다.:5
1748년, 건륭제 13년에 지도권은 류커의 아들 류성궈에게 넘어갔다.:5 1772년에 당시 진과(震卦) 분파의 지도자였던 왕중이 산둥성에서 체포되었고, 그가 소지하고 있던 책 《훈서》(Xunshu, "교훈의 책")에서 "야만적인" 만주족 왕조를 전복시키려는 언급이 발견되었다. 왕중은 팔괘도 지도자의 이름을 밝히기를 거부하여 처형되었으나, 다른 한 구성원이 나중에 그가 산둥성 산현의 류 씨 중 한 명임을 자백했다. 조사 후 류성궈는 체포되어 처형되었다.:5 당국은 팔괘도 종파들의 광대한 네트워크를 발견했으며, 우주론의 팔괘 이름을 딴 지부들이 있었다.
류성궈가 체포된 후에도 류 씨 가문의 신성한 중요성은 줄어들지 않았으며, 팔괘도의 하급 지도자들은 당시의 류 사부의 정당성에 계속 의존했다. 1772년 탄압 이후, 류성궈의 후계자인 류팅셴은 신장 위구르 자치구 북동부 땅으로 추방되어 농부로 봉사했다. 1780년에 팔괘도의 진과 지부의 한 지도자가 신장으로 사신을 보내 류팅셴과 접촉하여 그를 종교의 정당한 주요 지도자 자리로 되돌리도록 설득했다. 다음 수십 년 동안 류팅셴과 그의 아들들은 신장에서 팔괘도 지도부를 계속 이어갔고, 동방의 하급 종파 지도자들은 1800년대까지 신장의 류 지도부를 재정적으로 계속 지원했다.

## 신념과 수행
《오녀전도서》(五女传道输 Wǔnǚchuándàoshū)는 팔괘도의 핵심 경전으로, 축복을 얻고, 인간의 한계를 극복하며, 구원에 이르는 내단 명상 기법을 드러낸다. 류쭤천은 경전에서 미륵의 화신, 온 세상을 비추는 태양, 무생노모의 아들로 묘사된다. 팔머와 류(2012)는 팔괘도의 내용을 도교의 정통적이고 정교한 자아 수양 기법의 전통으로 연구했다.

## 하위 분파

### 초기 7대 주요 분파
팔괘의 우주론은 16세기의 많은 보권에 기술된 이상적인 조직 체계로 채택되었다. 팔괘로 이상적인 분할 안에서 세 개의 괘(진괘, 이괘, 감괘)만이 영향력이 있었고, 다양한 이름을 사용하는 더 많은 하위 분파들이 있었다. 예를 들어, 1772년 왕중의 체포로 류성궈가 발각되고 류 씨들이 신장으로 유배되게 한 왕중이 이끌던 종파는 청수(清水 Qingshui) 집단으로 불렸고, 진괘(震卦) 분파의 일부였다.
건륭제 13년(1748년) 현재 주요 하위 분파는 7개였으며, 팔괘 중 곤괘(坤卦)는 발전하지 않아 제외되었다::5
- ☲ 이괘(離卦) 또는 이괘종(離卦教[f]): 본부는 허난성 상추시에 있었고, 창시자 가오윈룽(郜云陇)의 3대손 가오다(郜大)가 이끌었다.
- ☳ 진괘(震卦) 또는 진괘종(震卦教[g]): 본부는 산둥성 허쩌시에 있었으나, 허난, 직례, 강남에 잘 발전되었으며, 왕중(王中)이 이끌었다.
- ☵ 감괘(坎卦) 또는 감괘종(坎卦教[h]): 본부는 룽청현과 닝양현(당시 둘 다 직례)에 있었고, 장바이(张柏)와 콩완린(孔万林)이 이끌었다.
- ☶ 간괘(艮卦) 또는 간괘종(艮卦教[i]): 본부는 진샹현에 있었고, 장위청(张玉成)과 그의 아들 장징안(张静安)이 각각 지도자였다.
- ☴ 손괘(巽卦) 또는 손괘종(巽卦教[j]): 본부는 산현에 있었고, 장옌(张炎)이 이끌었다.
- ☰ 건괘(乾卦) 또는 건괘종(乾卦教[k]): 본부는 위청현에 있었고, 장싱(张姓)이 이끌었다.
- ☱ 태괘(兌卦) 또는 태괘종(兌卦教[l]): 본부는 둥밍현에 있었고, 천산산(陈善山)이 이끌었다.

#### 이괘 전통
팔괘도의 가장 영향력 있는 분파 중 하나는 이괘(離卦) 전승이었다. 이괘 분파는 1813년 청나라에 대항하는 반란에 더 깊이 관여했다. 린칭은 이 분파의 많은 집단을 창설했는데, 이들 중 다수는 분파의 중앙 지도권을 쥐고 있던 허난성의 가오 씨 가문과 연결되어 있었다. 박해가 심화되자 린칭은 반란을 조직하여 1813년 봉기로 이어졌고, 이는 베이징시의 자금성에 대한 공격으로 절정에 달했다. 가오 씨 가문 구성원들이 체포되었고, 당시 지도자 가오톈유의 자백으로 이 분파의 역사는 한 세기 전 류쭤천 본인에게서 입문받은 가오윈룽으로 거슬러 올라간다는 것이 밝혀졌다.

### 19세기 후반: 천룡팔괘교
1860년, 팔괘도의 유산에서 새로운 운동인 천룡팔괘교(天龙八卦教 Tiānlóng Bāguàjiào)가 발생했다. 이 종교는 현대 허베이성 추현과 산둥성 선현에 중심을 두었으며, 양타이(杨泰)와 송징시(宋景诗)가 이끌었다.:6 새로운 조직은 팔괘 분파를 다섯 가지 색깔 깃발로 그룹화했다. 백기(白旗 báiqí)는 건괘와 태괘 종파를 포함했고, 황기(黄旗 huángqí)는 곤괘와 간괘 종파를 포함했으며, 녹기(绿旗 lǜqí)는 진괘와 손괘 종파를 포함했고, 홍기(红旗 hóngqí)는 이괘 종파를 포함했으며, 청기(蓝旗 lánqí) 또는 흑기(黑旗 hēiqí)는 감괘 종파를 포함했다. 여섯 번째 깃발은 화기(花旗 huāqí)였다.:6

### 현대 발전: 매화권
북중국에 널리 퍼져 있는 현대 민간 종파인 매화교(梅花教)는 매화권의 무술적 측면(武场 wuchang)과 문사적 측면(文场 wenchang)을 결합하는데, 이는 팔괘도, 특히 "문무 공법이 하나가 됨"(文武功法合一 wénwǔ gōng fǎ hé yī)을 처음으로 구현한 이괘 전통의 연속으로 연구되어 왔다.:3 매화권 추종자들은 반서구 의화단 운동에 직접적으로 관여했다.
매화권 종교와 무술은 현대 중국에서 자유롭게 수행되고 있으며, 2015년 3월 허베이성 핑샹현에 대규모 성지가 설립되었다. 학자 레이몬드 P. 암브로시(Raymond P. Ambrosi)는 매화 공동체가 지지자들을 풀뿌리 시민 사회를 재구성하는 수평적 사회 네트워크에 포함시키는 과정을 연구했다.

## 같이 보기
- 중국의 민간신앙
- 중국 구원 종교
- 의화단 운동

## 내용주
1. ↑  荣华会 Rónghuáhuì
2. ↑  八卦道 Bāguàdào
3. ↑  八卦教 Bāguàjiào
4. ↑  Also 收元教 Shōuyuán jiào
5. ↑  清水教 Qīngshuǐ jiào
6. ↑  离卦教 Líguà jiào
7. ↑  震卦教 Zhènguà jiào
8. ↑  坎卦教 Kǎnguà jiào
9. ↑  艮卦教 Gěnguà jiào
10. ↑  巽卦教 Xùnguà jiào
11. ↑  乾卦教 Qiánguà jiào
12. ↑  兌卦教 Duìguà jiào
13. ↑  梅花教 Méihuājiào

## 출전
- Ambrosi, Raymond P. (2015). 《Interconnections amongst Folk Religions, Civil Society and Community Development: Meihua Boxers as Constructors of Social Trust and the Agrarian Public Sphere》. 《Modern China》 (Sage Publishing).
- Zhu, Weizheng (2015). 《Rereading Modern Chinese History》. BRILL. ISBN 978-9004293311.
- Palmer, David A.; Liu, Xun (2012). 《Daoism in the Twentieth Century: Between Eternity and Modernity》. University of California Press.
- Seiwert, Hubert Michael (2003). 《Popular Religious Movements and Heterodox Sects in Chinese History》. Brill. ISBN 9004131469.
- Zhang, Guodong; Green, Thomas A.; Gutiérrez-García (2016). 《Rural Community, Group Identity and Martial Arts: Social Foundation of Meihuaquan》. 《Ido Movement for Culture. Journal of Martial Arts Anthropology》 16. 18–29쪽. doi:10.14589/ido.16.1.3.